# Meseta de Ukok
La meseta de Ukok es una remota área de praderas apenas afectada por la acción del hombre y localizada en el macizo de Altái, Rusia, cerca de las fronteras con China, Kazajistán y Mongolia. Pazyryk es el nombre de un antiguo pueblo que vivió en el macizo de Altái sobre esta meseta y a los que se asocia con algunos espectaculares hallazgos arqueológicos que incluyen momias en estado de congelación encontradas en el permafrost. 

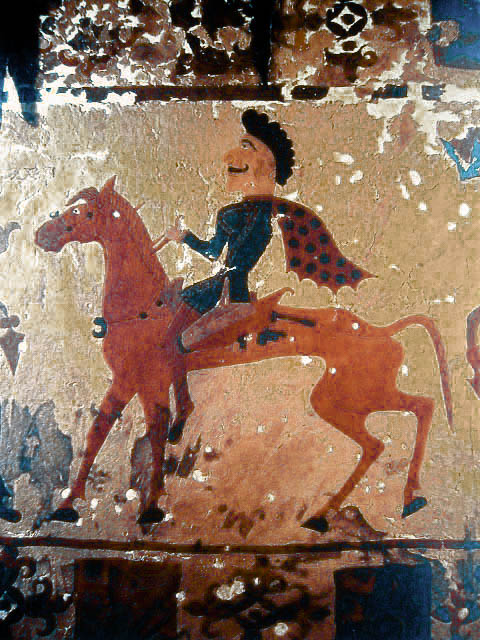
Jinete, objeto de fieltro Pazyryk, c. 300 a. C.

Se han descubierto muchos túmulos funerarios de la Edad de Bronce en el área que han sido relacionados con la cultura Pazyryk y que son similares a los pueblos escitas del oeste. El término kurgán es el más habitual para describir tales enterramientos en forma de túmulo alargado. Las excavaciones en el lugar continúan aportando interesantes hallazgos arqueológicos entre los que destaca especialmente el conocido como la Princesa de Ukok, excavada por la arqueóloga rusa Natalia Polosmak. Tres momias tatuadas (c. 300 a. C.) fueron extraídas del permafrost de la meseta durante la segunda mitad del siglo XX.

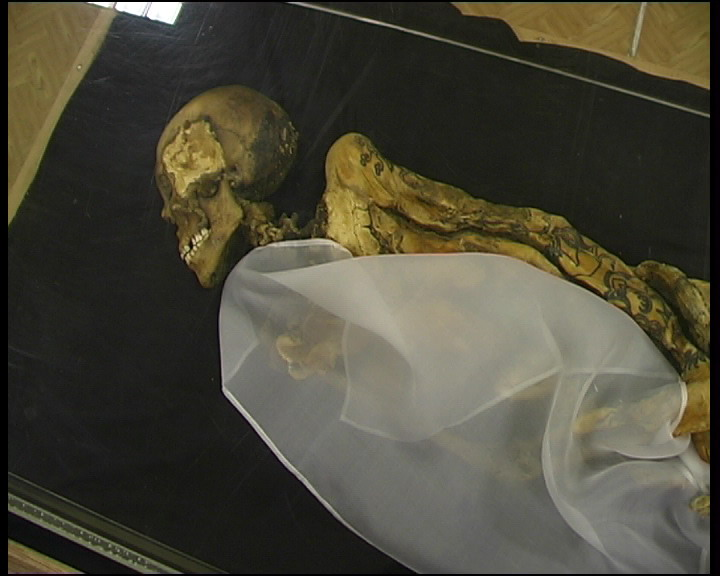
Momia de la Princesa de Ukok.

La meseta de Ukok ha sido reconocida como parte del Patrimonio de la Humanidad de la Unesco llamado Montañas Doradas de Altái por su importante riqueza medioambiental. Proporciona un hábitat para muchas especies amenazadas que incluyen a uno de los animales predadores menos estudiados: el leopardo de las nieves. Otras especies amenazadas protegidas en el lugar incluyen al argalí u oveja de montaña, al águila esteparia y a la cigüeña negra. En la actualidad, la meseta de Ukok se ve amenazada por los planes para construir un gaseoducto entre China y Rusia. Otros peligros incluyen la propuesta para construir una carretera que la atraviese así como la sobreexplotación de la estepa por los granjeros.
La Princesa de Ukok permanece actualmente en el Museo Nacional Republicano de Gorno-Altaisk, Rusia.

## Transporte

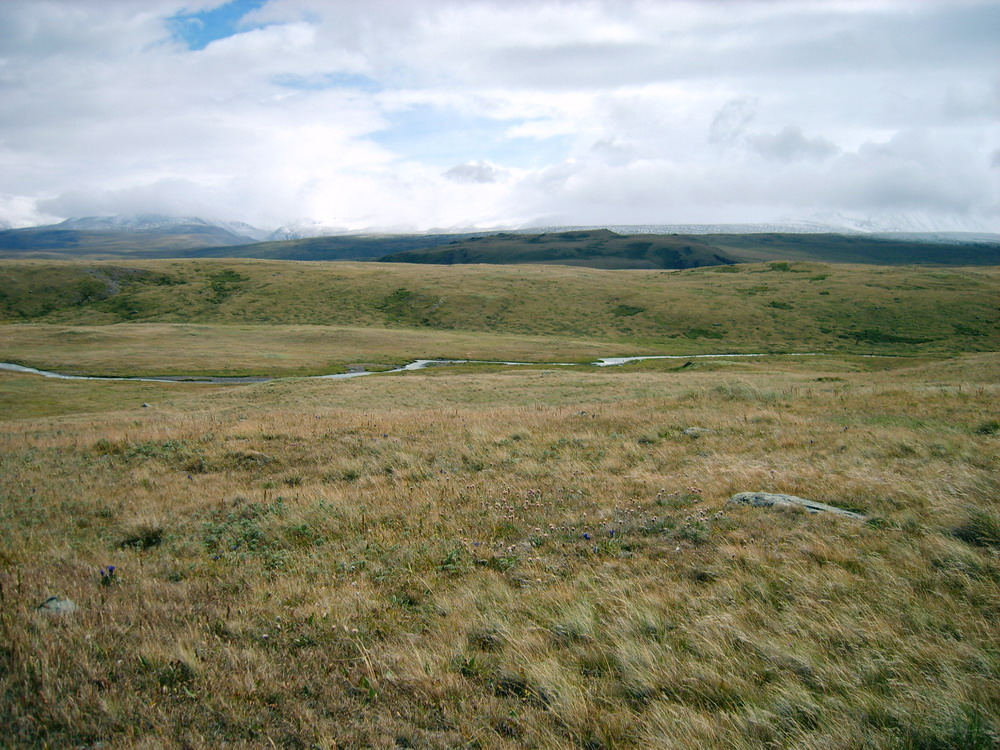
Pradera en la meseta.

La meseta de Ukok está conectada con el resto del mundo por accidentadas carreteras de tierra que atraviesan los puertos de montaña de Ukok (frontera Rusia-Kazajistán), Ulan-Daba (frontera Rusia-Mongolia), Teplyi Kluch (a 2907 m de altitud) y Kalgutinsky. Se puede acceder a estos puertos desde el pueblo de Kosh-Agach que es fácilmente accesible gracias a la autovía M52, conocida como tramo Chuysky.
Más al sur, pasado Kosh-Agach, el camino se vuelve impracticable para medios normales de transporte y solo se puede seguir con todoterrenos. Pero incluso estos pueden quedarse atrapados en el barro de los pantanos del valle del río Kalguty, especialmente en los días soleados en los que el suelo helado empieza a descongelarse. Durante la mayor parte del año estos pasos están cubiertos de nieve y son proclives a las avalanchas. Durante el corto verano cambia el tipo de avalancha pues todas las pendientes se ven expuestas a la solifluxión.

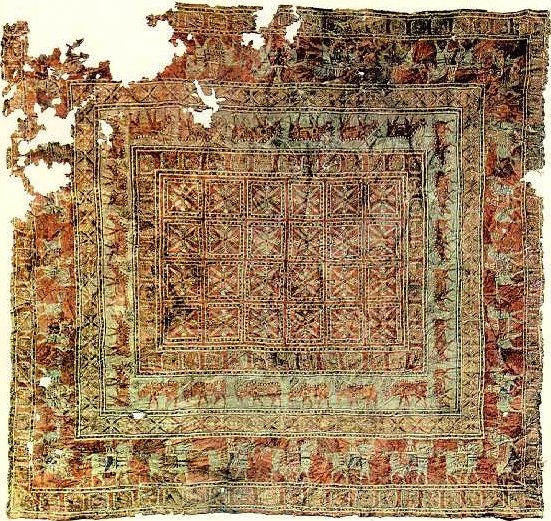
Alfombra Pazyryk,